# Meunasah Gantung (Kaway XVI)
Meunasah Gantung is een bestuurslaag in het regentschap Aceh Barat van de provincie Atjeh, Indonesië. Meunasah Gantung telt 353 inwoners (volkstelling 2010).